# Allan Melvin
Allan John Melvin (Kansas City, 18 febbraio 1923 – Los Angeles, 17 gennaio 2008) è stato un attore e doppiatore statunitense.

## Biografia
È stato un attore e impressionista, scritturato in centinaia di episodi televisivi dagli anni '50 ai primi anni '90, spesso apparendo in ruoli ricorrenti in varie serie. Alcuni di questi ruoli e serie includono l'interpretazione di vari personaggi in The Andy Griffith Show, nei panni del venditore immobiliare Pete Dudley ne Il mio amico marziano, nei panni del caporale Henshaw in The Phil Silvers Show, del sergente Hacker in Gomer Pyle: USMC, del fidanzato di Alice ne La famiglia Brady e nei panni dell'amico di Archie Bunker, Barney Hefner, sia in Arcibaldo che in Archie Bunker's Place. 
Ha anche doppiato Tyrone il Bulldog, un arcinemico (con i suoi alias The Jester, The Puzzler, Poochquin, Sheriff of Sherwood e molti altri) nella serie live action/animata The Secret Lives of Waldo Kitty ed è stato Magilla Gorilla nell'omonima serie animata.

## Filmografia parziale

### Attore

#### Cinema
- Corri e scappa Buddy (Run Buddy Run) – serie TV, episodio 1x09 (1966)

#### Televisione
- Lost in Space - serie TV, episodi 2x10-2x11 (1966)